# Ấn Độ giáo

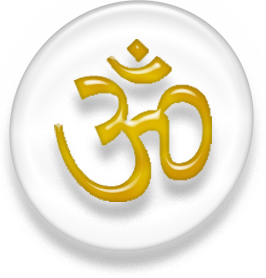
Biểu tượng của Ấn Độ giáo được thế giới biết đến

Một ngôi đền Ấn Độ giáo

Ấn Độ giáo, Ấn giáo hay Hindu giáo (Hưng đô giáo) là một tôn giáo, hệ thống tín ngưỡng và đạo pháp, hay cách sống, được thực hành rộng rãi ở tiểu lục địa Ấn Độ và một phần của Đông Nam Á. Ấn Độ giáo được coi là tôn giáo lâu đời nhất trên thế giới,  và một số học viên và học giả gọi nó là Pháp Sanātana, "truyền thống vĩnh cửu", hay "con đường vĩnh cửu", vượt ra ngoài lịch sử loài người. Các học giả coi Ấn Độ giáo là hợp nhất hoặc tổng hợp  của các nền văn hóa Ấn Độ khác nhau, với nguồn gốc đa dạng. Quá trình "Tổng hợp Ấn Độ giáo" này bắt đầu phát triển từ 500 TCN đến 300 sau CN, sau khi kết thúc thời kỳ Vệ đà (1500 đến 500 TCN),  và phát triển mạnh trong thời Trung cổ, với sự suy tàn của Phật giáo ở Ấn Độ.
Mặc dù Ấn Độ giáo chứa một loạt các triết lý, nó chia sẻ chung các khái niệm, nghi lễ dễ nhận biết, vũ trụ học, tài nguyên kinh sách được chia sẻ và tập tục hành hương đến các địa điểm linh thiêng. Các kinh sách Ấn Độ giáo được phân loại thành ruti ("nghe") và Smṛti ("nhớ"). Những kinh sách này thảo luận thần học, triết học, thần thoại, Vệ Đà yajna, Yoga, nghi lễ agama, và cách xây dựng đền thờ, và các chủ đề khác. Kinh sách chính bao gồm các kinh Vệ Đà và Upanishads, Puranas, Mahabharata, Ramayana, và Agama. Nguồn gốc thẩm quyền và sự thật vĩnh cửu trong các văn bản của nó đóng một vai trò quan trọng, nhưng cũng có một truyền thống mạnh mẽ trong việc đặt câu hỏi về thẩm quyền của Ấn Độ giáo để tăng cường sự hiểu biết về những sự thật này và phát triển hơn nữa các truyền thống.
Các chủ đề nổi bật trong tín ngưỡng của đạo Hindu bao gồm bốn Puruṣārtha, các mục tiêu hay mục đích đúng đắn của cuộc sống con người, đó là Pháp (đạo đức/bổn phận), Artha (thịnh vượng / công việc), Kama (mong muốn / đam mê) và Moksha (giải thoát/tự do khỏi vòng luân hồi chết và tái sinh/cứu rỗi); nghiệp (hành động, ý định và hậu quả), Saṃsāra (vòng luân hồi của sự chết và tái sinh), và các Yoga khác nhau (con đường hoặc thực hành để đạt được moksha).  Các thực hành của Ấn Độ giáo bao gồm các nghi thức như puja (thờ phượng) và tụng kinh, japa, thiền (dhyana) bao gồm tứ thiền bát định, nghi lễ hướng về gia đình, lễ hội hàng năm và hành hương thường xuyên. Một số người Ấn Độ giáo rời bỏ thế giới xã hội và của cải vật chất của họ, sau đó tham gia vào Sannyasa (thực hành tu viện) suốt đời nhằm đạt được Moksha. Ấn Độ giáo quy định các bổn phận vĩnh cửu, như trung thực, kiềm chế làm tổn thương chúng sinh (ahimsa), kiên nhẫn, nhẫn nhịn, tự kiềm chế và từ bi... Bốn giáo phái lớn nhất của Ấn Độ giáo là Vaishnavism, Shaivism, Shaktism và Smartism. Có sáu trường phái āstika của triết học Ấn Độ giáo, mà tôn vinh Vedas như là kinh sách, cụ thể là Sankhya, Yoga, Nyaya, Vaisheshika, Mimamsa và Vedanta.
Ấn Độ giáo là tôn giáo lớn thứ ba thế giới; những người theo nó, được gọi là người Ấn giáo, chiếm khoảng 1,2 tỷ, tương đương 15-16% dân số toàn cầu. Ấn Độ giáo là đức tin được tuyên bố rộng rãi nhất ở Ấn Độ, Nepal và Mauritius. Đây cũng là tôn giáo chiếm ưu thế ở Bali, Indonesia. Số lượng đáng kể các cộng đồng Ấn Đô giáo cũng tồn tại ở Caribbean, Đông Nam Á, Bắc Mỹ, Châu Âu, Châu Đại Dương, Châu Phi và các khu vực khác.

## Từ nguyên
Kể từ thế kỉ 16 các nhà truyền giáo và du khách phương Tây thường nhắc đến tôn giáo và phong tục Ấn Độ và thường gọi những người bản xứ này là "ngoại đạo" (en. pagan, de. Heiden) nếu họ không tự nhận mình theo một trong các tôn giáo lớn (Ki-tô giáo, Do Thái giáo hoặc Hồi giáo). Họ được gọi theo tiếng Latin là gentiles, tiếng Bồ Đào Nha là gentio và từ đó ra tiếng Anh là gentoo và tiếng Hà Lan/tiếng Đức là Heyden (Heiden). Đến thế kỉ 18 thì từ "Hindoo" (tiếng Ba Tư Hindu) bắt đầu được dùng và cuối cùng, trong thế kỉ 19, danh từ "Hinduism" trở nên rất thông dụng. Như vậy thì từ "Hinduism" - được dịch là Ấn Độ giáo ở đây - không phải là một danh hiệu tự xưng của một tôn giáo Ấn Độ. Nhưng tên này lại ảnh hưởng đến quan điểm tự nhận của phong trào Tân Ấn Độ giáo (Neo-Hinduism) trong thế kỉ 19 và thế kỉ 20 vì nó gợi ý một sự thống nhất tôn giáo trong cuộc chiến giành độc lập Ấn Độ, và được dùng để phản ứng các khuynh hướng phân chia ngày nay.
Tuy vậy, từ Hinduism có thể gây hiểu lầm. Khi người ta bắt đầu dùng nó thì đã dựa trên hai điều kiện tiên quyết không đúng. Thứ nhất là người ta tin là từ phái sinh từ gốc Ba Tư Hindoo (Hindu) chỉ tín đồ của một tôn giáo nhất định. Thứ hai là người ta cho tất cả những người Ấn đều là tín đồ của tôn giáo này nếu họ không theo các tôn giáo lớn còn lại, ví như Hồi giáo, Công giáo, Do Thái giáo, Phật giáo, Kì-na giáo. Cả hai điều kiện tiên quyết bên trên đều bị nhìn nhận sai. Danh từ Ba Tư "Hindu" chỉ có nghĩa tương đương với từ có gốc Hy Lạp là "Indian", và cả hai đều có gốc từ tên con sông lớn Ấn Độ (tiếng Phạn: sindhu, tiếng Ba Tư: hindu, tiếng Hy Lạp: Indós), đã mang đến đất nước nó chảy qua tên này: Hindus là những người xuất xứ từ nước Ấn Độ (india). Ngay khi người Hồi giáo nói tiếng Ba Tư đến xâm chiếm, phân biệt giữa tín đồ Hồi giáo và Hindus thì sự việc này cũng không có nghĩa là tất cả những người Hindu đều là tín đồ của một tôn giáo.
Ngày nay, người ta biết được hàng loạt tôn giáo của người Ấn Độ và các thông tin nghiên cứu ngày càng phong phú. Thế nên, từ "Hinduism", "Ấn Độ giáo", không thể mang nghĩa là một tôn giáo nhất định của người Ấn mà chỉ là cách gọi mang ý nghĩa bao quát, chỉ một nhóm tôn giáo có sự tương quan với nhau, nhưng khác biệt nhau, xuất phát từ Nam Á (Ấn Độ, Pakistan, Bangladesh). Các tôn giáo này dù có quan hệ với nhau nhưng cũng khác nhau như sự khác biệt giữa Do Thái, Phật, Thiên chúa và Hồi giáo. Chúng có những khái niệm thượng đế khác nhau, có những pho thánh điển khác nhau cũng như những phương pháp tu tập, hình thức thực hiện nghi lễ khác nhau. Chúng có những hệ thần học khác nhau, lập cơ sở trên những nhà thần học, những bậc đạo sư khác nhau, và tôn xưng các thần thể khác nhau như vị Thần tối cao.
Một cách gọi thường gặp nhưng không chính thức và cũng không chính xác của tín đồ Ấn giáo là Sanātana-dharma (सनातनधर्म), nghĩa là "Pháp trường tồn". Các tên khác như vaidikadharma (Ấn giáo Phệ-đà) hoặc brāhmaṇa, brāhmaṇya (Bà-la-môn giáo) chỉ nêu được những nhánh của Ấn Độ giáo mà thôi.

## Những chi phái Ấn Độ giáo quan trọng nhất

### Ấn giáo thời Văn minh lưu vực sông Ấn Độ

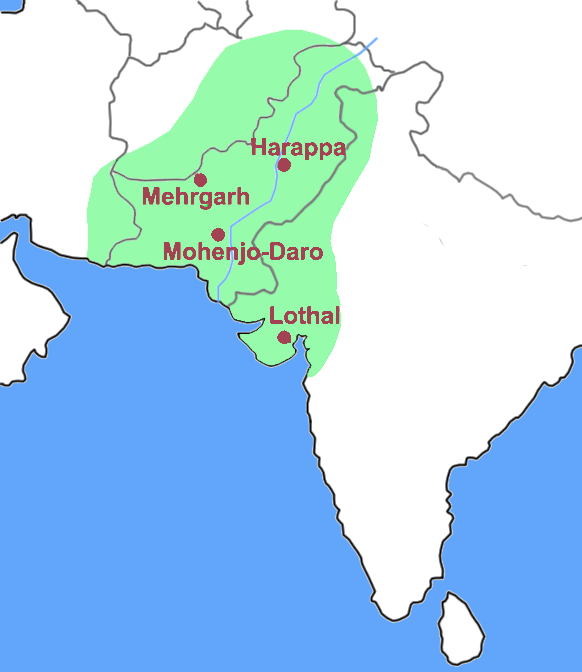
Lưu vực sông Ấn Độ với hai trung tâm Mohenjodaro và Harappa, thuộc Pakistan hiện nay

Tôn giáo thời Văn minh lưu vực sông Ấn Độ (Indus Valley Culture, hưng thịnh khoảng 2300-1750 TCN) chỉ có thể được dựng lại một cách khiếm khuyết từ các công trình khảo cổ. Nhìn chung thì các cách diễn giảng những di tích này đều nhất trí ở điểm là những thành phần của nền văn hoá Indus vẫn tiếp tục tồn tại và có phần được hấp thụ bởi những tôn giáo cổ điển khác của Ấn Độ. Các hình tượng trên những con ấn bằng đá steatite (talc) ở những nơi như Mohenjodaro, Harappa và những khu định cư khác cho thấy những vị thần cây, được các nhà nghiên cứu xem là tiền thân của các loài La-sát (zh. 羅剎, sa. rākṣasa) và La-sát nữ (zh. 羅剎女, sa. rākṣasi) sau này.
Một hình Thần thể (zh. 神體, sa. devatā) trong tư thế ngồi của một hành giả Du-già cho thấy là có thể nguồn gốc của Du-già bắt đầu từ thời văn minh Indus. Người ta cũng tìm thấy một Thần thể ngồi giữa đám thú, được xem là Thú chủ (zh. 獸主, sa. paśupati), "chúa tể loài cầm thú" và - có thể là sai - tiền thân của thần Thấp-bà (sa. śiva). Hình tượng được xem là dương vật dựng đứng (sa. liṅga, en. phallus) của Thấp-bà có lẽ chỉ là một sợi thắt lưng lõng và vì những thần thể này mang trang vật trên cánh tay nên các nhà khảo cổ chưa xác định được đây là hình tượng nam hay nữ. Tắm rửa theo nghi lễ giữ một vai trò quan trọng vì có nhiều dấu tích của những nhà tắm trang trọng được xây rất công phu (có thể được hấp thụ bởi các nhánh tôn giáo Ấn Độ sau này dưới dạng cái ao ở đền thờ). Tuy nhiên, người ta không tìm thấy dấu tích của một ngôi đền thờ nào. Việc diễn giảng những vòng đá như dương vật Thấp-bà và âm hộ (nền của các vòng đá) và các tượng phụ nữ bằng đất nung như các vị Thiên mẫu vẫn là những phỏng đoán.

#### Nguồn gốc và thánh điển

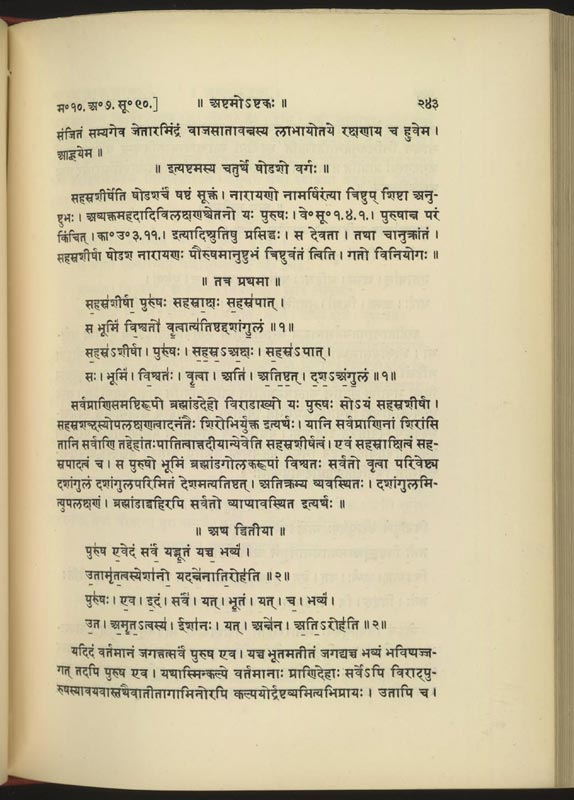
Một trang của Lê-câu-phệ-đà bản tập (sa. ṛgvedasaṃhitā), ấn bản của nhà Ấn Độ học Max Müller, trình bày hai câu kệ Puruṣasūkta, 10.90, với chú giải của Sāyaṇa

### Ấn giáo Thấp-bà

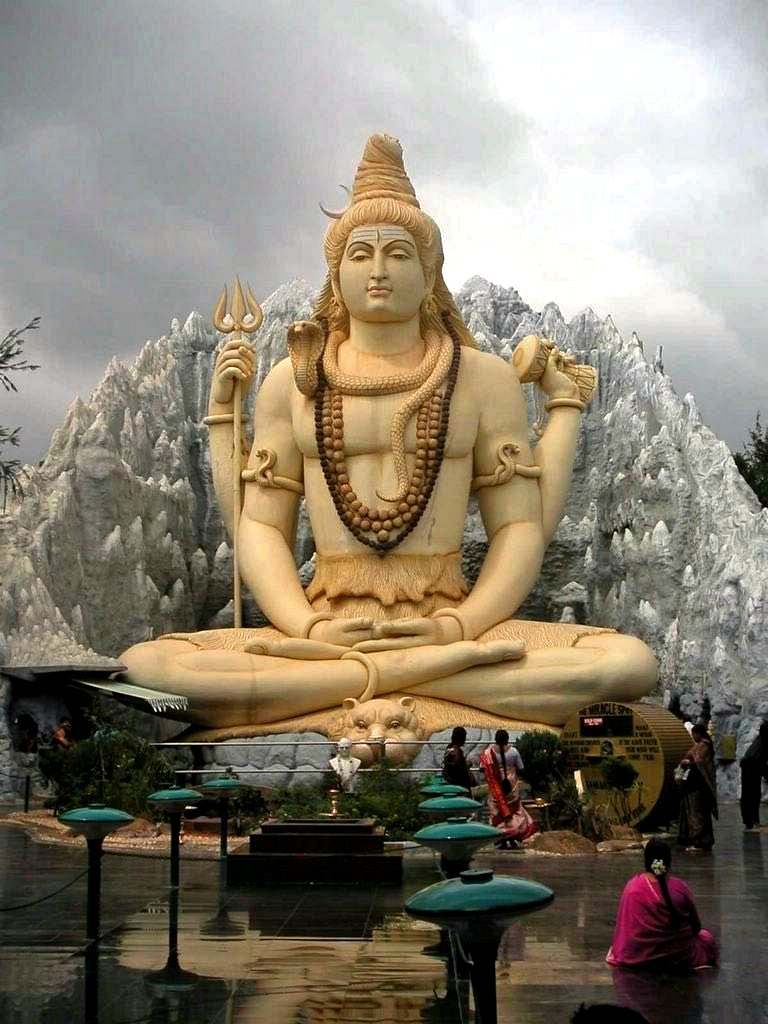
Thấp-bà dưới dạng Du-già sư (yogin) đang toạ thiền, Bangalore

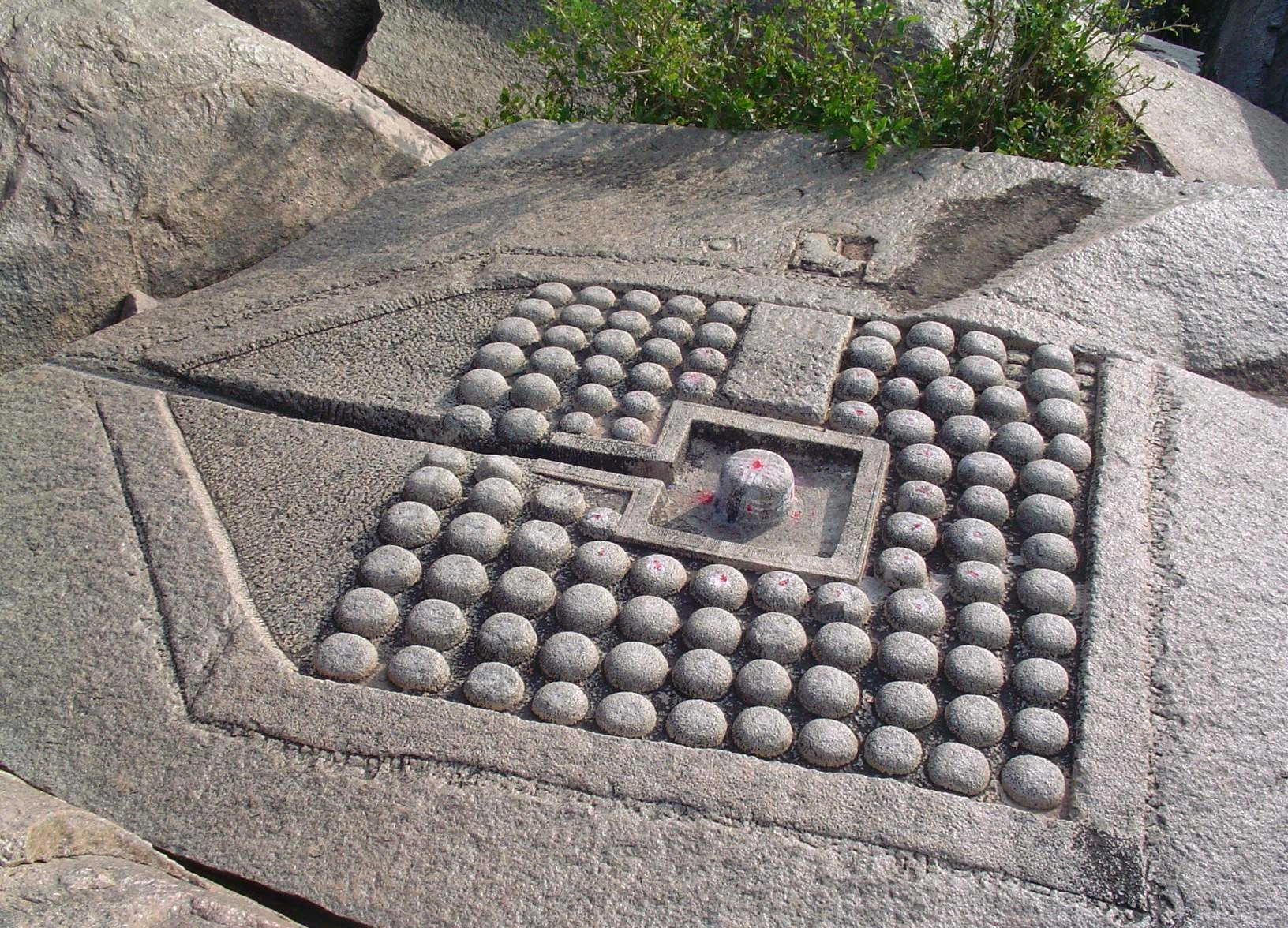
108 Liṅga được khắc trên đá, bờ sông Tungabhadra, Hampi, Ấn Độ

### Tân Ấn Độ giáo

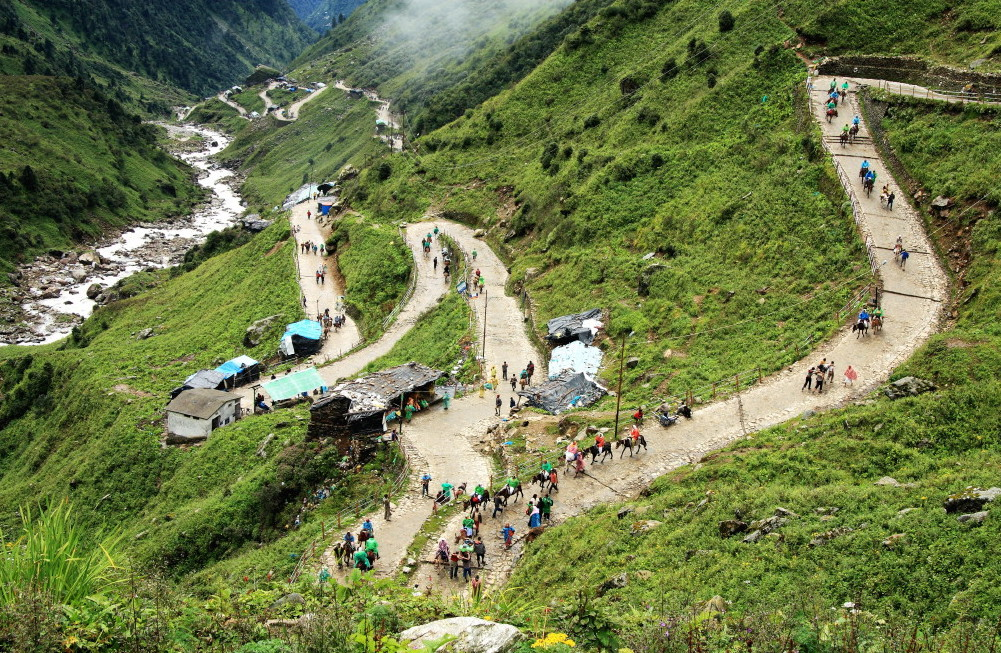
Một chuyến hành hương của người Ấn giáo

### Ấn giáo vệ-đà